# بنفشه‌لر
بنفشه‌لر (به ترکی آذربایجانی: Bənövşələr) یک منطقهٔ مسکونی در جمهوری آذربایجان است که در شهرستان آقدام واقع شده‌است.